# Unikonta
Unikonta er en fylogenetisk gruppe indenfor Eukaryoterne. Unikonta er kendetegnet ved celler med ingen eller en flagellat. Unikonta omfatter Amoebozoa og Opisthokonta, hvor sidstnævnte omfatter bl.a. dyr og svampe. Unikonter er heterotrofe mens bikonter (som f.eks. planter) typisk er autotrofe.
Hos unikonta oversættes generne for protetinerne TS og DHFR separat, mens de hos bikonta er fusioneret til ét gen.

## Undergrupper
- Apusozoa – (Encellede) En stor gruppe protozoer
- Excavata – (Encellede)
- Opisthokonta – Dyr og Svampe